# Premia
Premia est une commune de la province du Verbano-Cusio-Ossola dans le Piémont en Italie.

## Culture
- Premia fait partie de l'aire linguistique walser.

## Personnages célèbres
- Clément Castelli, (Premia 1870-Paris 1959) peintre, président de la Société des peintres de montagne.

## Administration
| Période                                  | Période  | Identité        | Étiquette | Qualité |
| ---------------------------------------- | -------- | --------------- | --------- | ------- |
| 14 juin 2004                             | En cours | Elio Martinetti |           |         |
| Les données manquantes sont à compléter. |          |                 |           |         |

### Hameaux
- frazioni : Altoggio, Cadarese, Cagiogno, Chioso, Crego, Cristo, Passo, Piedilago, Rivasco, San Rocco
- località : Case Francoli, Esogo, Salecchio Superiore, Salecchio Inferiore
- alpeggi : Alpe Vova

### Communes limitrophes
Baceno, Crodo, Formazza, Montecrestese